# Volkswagen Phaeton
La Volkswagen Phaeton è una berlina di lusso presentata dalla Volkswagen nel 2002 e rimasta in produzione sino al 2016. Era il modello di punta della casa automobilistica tedesca, ed è tuttora l'unica vettura del marchio ad aver occupato il segmento F.

## Il contesto

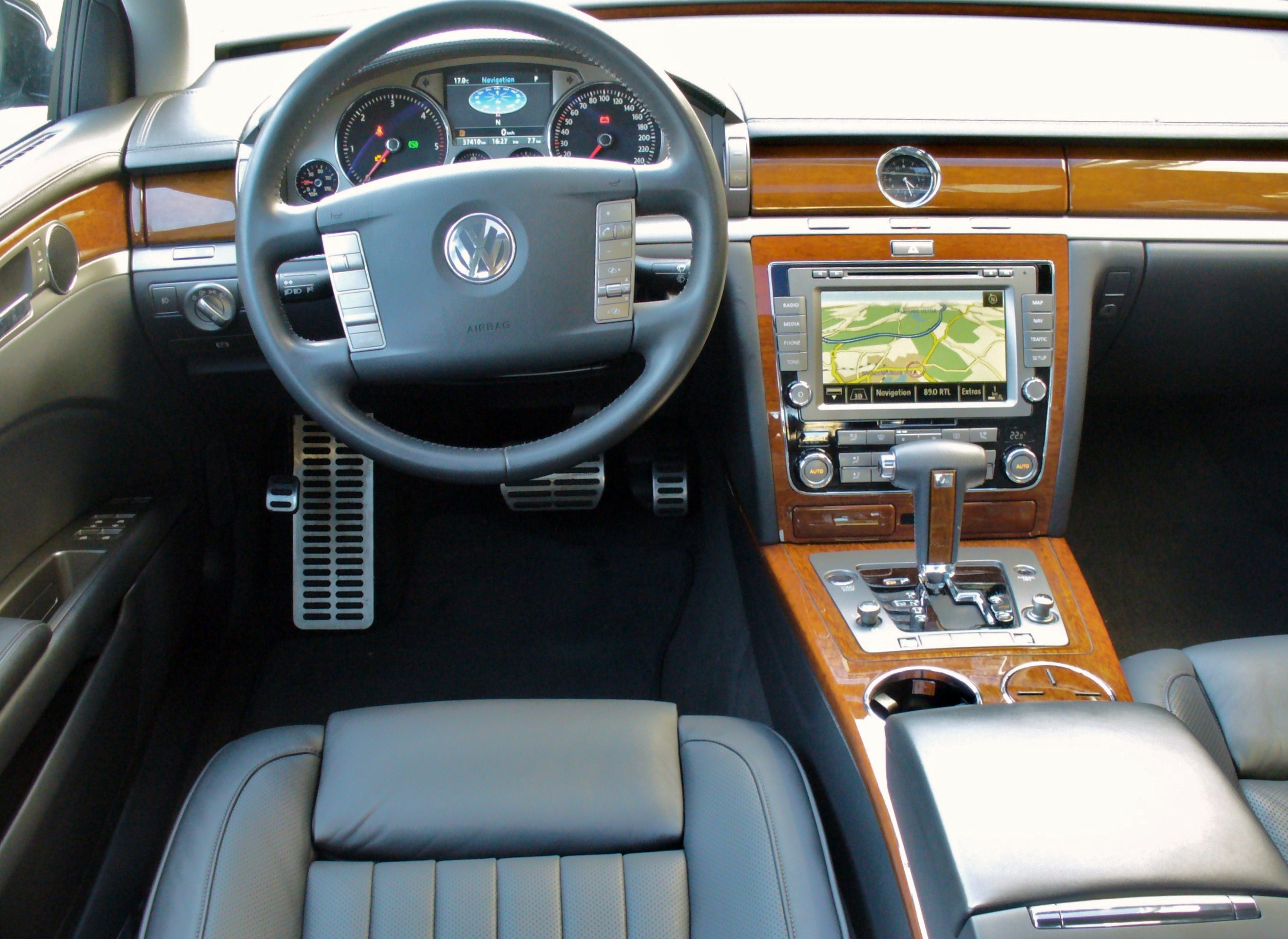
Interno di una Phaeton

La Phaeton era costruita sul pianale dell'Audi A8 D3, ma si differenziava da quest'ultima per alcuni dettagli (ad esempio non era dotata del telaio in alluminio che invece equipaggiava l'Audi). Condivideva alcuni particolari, sia di meccanica che di allestimenti interni, con la Bentley Continental Flying Spur, prodotta dal 2005. 

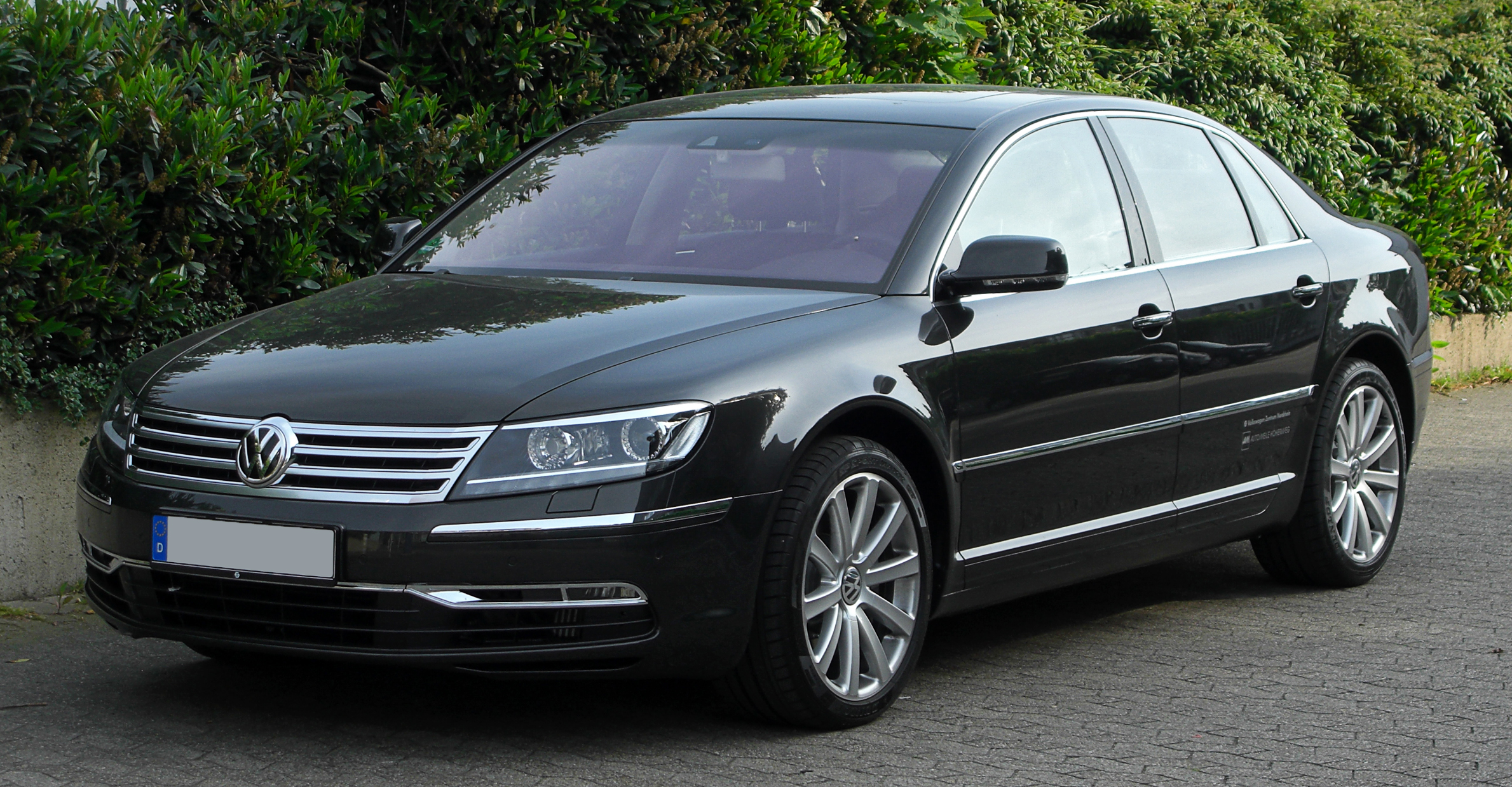
Restyling del 2010

Verso la fine degli anni novanta Ferdinand Piëch, allora capo della Volkswagen, consegnò agli ingegneri una lista di 10 parametri tecnici che la vettura avrebbe dovuto rispettare. Il prototipo, il Volkswagen Concept D, fu presentato al Salone di Francoforte nel 1999, e si ispirava al prototipo Porsche 989 del 1988. La fusione dei due concept darà poi origine alla Porsche Panamera. Nonostante molti pareri contrastanti che ritenevano il progetto rischioso, si decise di produrre comunque la nuova ammiraglia Volkswagen. Per il solo assemblaggio della Phaeton fu costruita una nuova fabbrica, chiamata Gläserne Manufaktur, situata a Dresda.
Ferdinand Piëch voleva creare un'auto che sorprendesse il mercato dei veicoli di prestigio. La maggior parte delle specifiche contenute nel capitolato d'oneri non sono state rese note al pubblico. Uno di questi requisiti è che la Phaeton doveva avere la velocità massima limitata elettronicamente a 250 km/h ed allo stesso tempo essere in grado di viaggiare a regime costante a 300 km/h e con una temperatura esterna di 50°C senza alcuna vibrazione sul cofano e mantenendo, tramite l'impianto di aria condizionata a quattro zone, una temperatura di 22°C all'interno senza che i passeggeri avvertissero correnti d'aria e garantendo l'assenza di appannamento sui vetri qualunque fosse l'umidità ambientale; un altro requisito era che il telaio doveva presentare una rigidità torsionale di 37 kNm/grado. 
Nel settembre 2007 la vettura fu oggetto di un leggero restyling al frontale e dotata del nuovo diesel 3.0 TDI da 233 CV già predisposto per rispettare la normativa antinquinamento Euro 5. Un altro restyling di questo modello è stato effettuato nell'agosto del 2010.

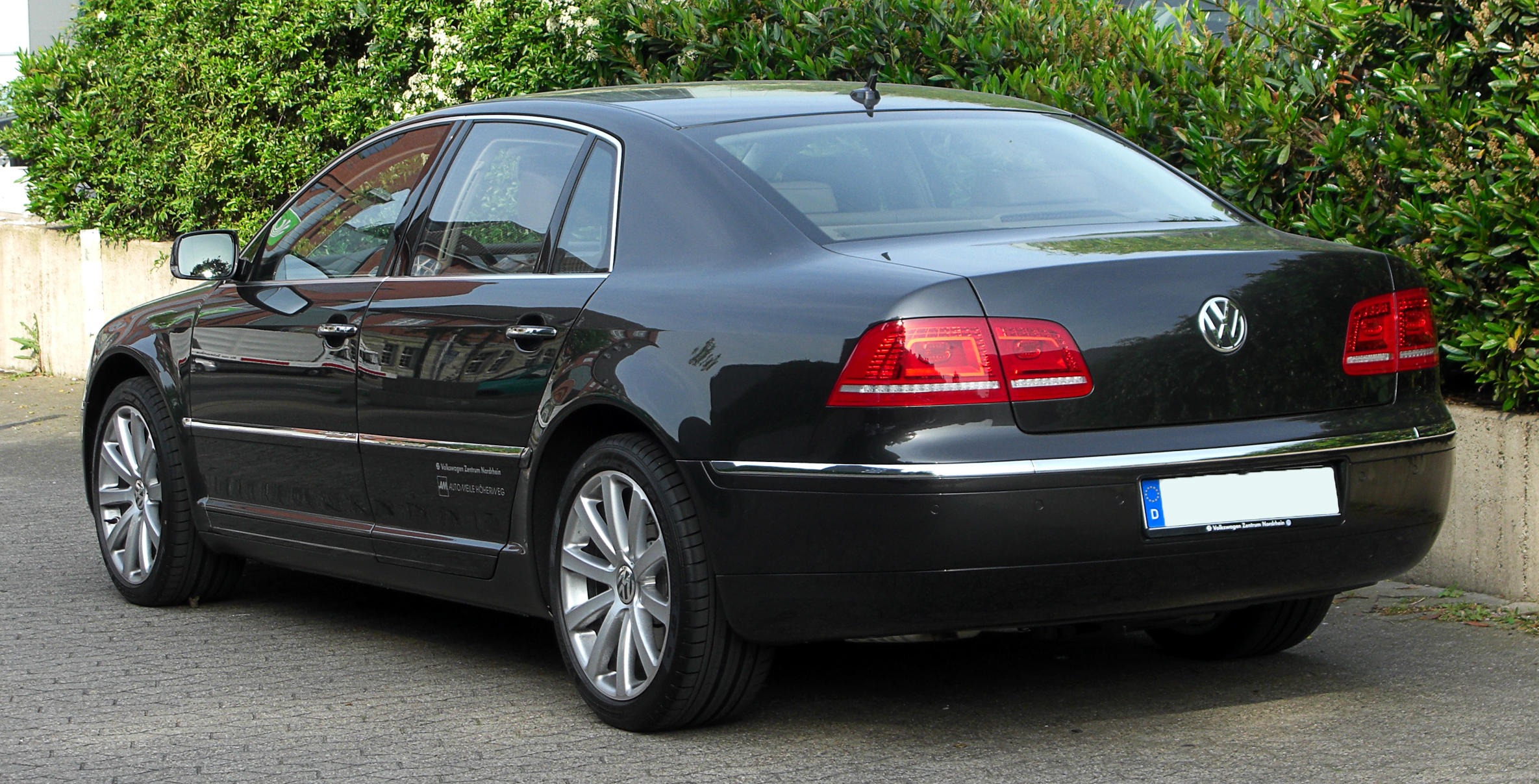
Restyling del 2010

A causa dei bassi volumi di vendita, la Phaeton è stata una perdita per la Volkswagen. Il 18 marzo 2016 viene prodotto l'ultimo esemplare, il numero 84.235, presso lo stabilimento di Dresda.

## Gamma
La gamma della Phaeton era, fino ad inizio 2007, composta da sei motorizzazioni, tutte abbinate esclusivamente alla trazione integrale 4Motion e cambio automatico DSG:
- 3.2 V6 benzina da 241 CV
- 3.6 V6 benzina da 280 CV
- 4.2 V8 benzina da 335 CV
- 6.0 W12 benzina da 450 CV
- 3.0 V6 TDI diesel da 239 CV
- 5.0 V10 TDI diesel da 313 CV

Sono presenti due allestimenti: a 5 posti, o a 4 posti con poltrone singole (quest'ultima variante è la più costosa, applicata successivamente anche sulla Panamera). Tra i numerosi optional figurano il sistema infotainement dotato di TV, radio DAB, lettore dvd, monitor posteriori, navigatore satellitare, telefono Bluetooth capace di collegarsi al proprio cellulare (già nel 2002), frigobar alloggiato dietro al bracciolo posteriore, vetri laterali stratificati ed elettrofotocromatici, clima quadrizona, sedili in cuoio, etc.

## Motorizzazioni
| Modello               | Disponibilità        | Motore  | Cilindrata (cm³) | Potenza         | Coppia max (Nm) | Emissioni CO2 (g/km) | 0–100 km/h (secondi) | Velocità max (km/h) | Consumo medio (km/L) |
| 3.2 V6                | dall'esordio al 2008 | Benzina | 3189             | 177 kW (241 CV) | 315             | 290                  | 12,2                 | 239                 | 7,7                  |
| 3.6 V6                | dal 2008 al 2009     | Benzina | 3597             | 206 kW (280 CV) | 370             | 273                  | 8,9                  | 250                 | 7,9                  |
| 4.2 V8                | dal 2003 al 2011     | Benzina | 4172             | 246 kW (335 CV) | 430             | 298                  | 6,9                  | 250                 | 7,2                  |
| 6.0 W12               | dall'esordio al 2005 | Benzina | 5998             | 308 kW (420 CV) | 550             | 374                  | 6,1                  | 250                 | 5,9                  |
| 6.0 W12/450 CV        | dal 2005 al 2010     | Benzina | 5998             | 331 kW (450 CV) | 580             | 348                  | 6,1                  | 250                 | 6,4                  |
| 3.0 V6 TDI DPF        | dal 2004 al 2007     | Diesel  | 2967             | 165 kW (224 CV) | 450             | 259                  | 8,8                  | 234                 | 9,9                  |
| 3.0 V6 TDI/235 CV DPF | dal 2007 al 2008     | Diesel  | 2967             | 171 kW (233 CV) | 450             | 260                  | 9,0                  | 235                 | 9,9                  |
| 3.0 V6 TDI/240 CV DPF | dal 2008             | Diesel  | 2967             | 176 kW (239 CV) | 500             | 224                  | 8,3                  | 237                 | 11,2                 |
| 5.0 V10 TDI           | dal 2003 al 2007     | Diesel  | 4921             | 230 kW (313 CV) | 750             | 308                  | 6,9                  | 250                 | 8,2                  |